# Polímero bioabsorvível
Polímeros absorvíveis são polímeros que podem ser absorvidos pelo corpo humano sem oferecer algum dano ou malefício à saúde, podendo ser utilizado para tratamentos de saúde no corpo humano.
É incorreto dizer que este tipo de polímero é também conhecido como biopolímero, pois biopolímeros são aqueles polímeros que foram produzidos através de organismos vivos, como proteínas.
Os polímeros absorvíveis mais conhecidos são o Poliácido Lático (PLA), Poliácido Glicol (PGA) e Poliprolactona (PCL)

## Utilização
Os polímeros absorvíveis são muito utilizados na medicina de forma geral, podendo ser utilizados para suturas, implantes ou até fixações ósseas. Mas é importante saber que estes polímeros devem ser absorvidos pelo organismo na mesma escala de tempo em que o tecido é regenerado, já que estes são degenerados por hidrólise. 

## Cuidados e precauções
É extremamente importante a confecção correta destes polímeros para que não afetem o corpo humano, ainda que estarão em um ambiente com variação de temperatura, umidade e ph, com isso, muita pesquisa é necessária. Ainda mais, são necessários que os materiais atendam requisitos como: biocompatibilidade, alta massa molar, resistência mecânica, além de obviamente, uma degradação previsível.